# ミキ・マノイロヴィッチ
ミキ・マノイロヴィッチ（Miki Manojlovic,Предраг "Мики" Манојловић, 1950年 - ）はユーゴスラヴィア（現セルビア共和国）・ベオグラード出身の俳優である。

## 略歴
舞台俳優の家族に生まれ、1970年にデビュー。旧ユーゴスラヴィア諸国で多くのテレビや映画に出演。エミール・クストリッツァの『パパは、出張中!』と『アンダーグラウンド』で国際的に知られている。
2009年2月、セルビア政府はマノイロヴィッチをセルビア・フィルム・センターのプレジデントに任命した。

## 主な出演作品
- パパは、出張中! Otac na sluzbenom putu (1985)
- アンダーグラウンド Underground (1995)
- 恋人たちのポートレート Portraits chinois (1996)
- クリミナル・ラヴァーズ Les Amants criminels (1999)
- セット・ミー・フリー Emporte-moi (1999)
- 青い夢の女 Mortel transfert (2000)
- ゲート・トゥ・ヘヴンGate to heaven (2003)
- 美しき運命の傷痕 L'Enfer　(2005)
- やわらかい手 Irina Palm　(2006)
- ウェディング・ベルを鳴らせ! Zavet (2007)
- さあ帰ろう、ペダルをこいで Svetat e golyam i spasenie debne otvsyakade (2008)
- ラルゴ・ウィンチ Largo Winch (2008)
- 愛人のいる生活Just Between Us (2010)
- 愛のラスト・チャンスCOMO ESTRELLAS FUGACES LIKE SHOOTING STARS (2012)
- オン・ザ・ミルキー・ロード On the milky road (2016)
- ブラ!ブラ!ブラ!　胸いっぱいの愛をThe Bra (2018)

## 参照
1. ↑  News on Film magazine （セルビア語）